# Tether (criptovaluta)

Tether (simbolo: ₮, codice: USDT o USD₮) è una criptovaluta di tipo stablecoin lanciata nel 2014.
Al 2024 è la stablecoin, nonché la criptovaluta in generale, più scambiata al mondo.

## Descrizione
Lanciata nell'ottobre 2014 da Giancarlo Devasini, già fondatore di Bitfinex due anni prima (sia quest'ultima che l'azienda Tether Limited Inc. sono amministrate dalla società iFinex, con sede nelle Isole Vergini Britanniche), si propone di mantenere un rapporto 1:1 tra dei token sulla Blockchain di Bitcoin, chiamati "tether", e una riserva di valute fiat o di metalli preziosi conservati dall'azienda emettitrice stessa, in particolare mantenendo nello specifico un rapporto 1:1 tra un "tether" e un dollaro. I fondatori e amministratori della stablecoin hanno ideato Tether più come uno strumento per consentire alle persone dei paesi emergenti di avere accesso al dollaro che per i classici trader della finanza.
Tether è pertanto una semplice stablecoin gestita da un'azienda privata, non una CBDC (Central bank digital currency).
Al 2024 Tether aveva una capitalizzazione di mercato pari a 105 miliardi di $.
Nel corso degli anni sono sorte delle perplessità circa l'effettiva riserva monetaria e la capacità di far fronte a imprevisti di vario tipo.

### Tether Gold
È stato anche lanciato successivamente il Tether Gold (simbolo: XAU₮, codice: XAUt), un token digitale collegato e appoggiato a una riserva di oro vero, garantendo quindi un cambio digitale pari a quello tra dollaro e oro.